# Ezzeddine Chelbi
Ezzeddine Chelbi, né le 16 mai 1942 à Nabeul et mort le 7 juillet 2005 dans la même ville, est un homme politique tunisien.
Il est ministre du Tourisme de 1983 à 1986.

## Biographie
Après une licence en sciences économiques, il devient fonctionnaire au ministère du Plan de 1963 à 1974. Directeur de cabinet du ministre de l'Agriculture de 1974 à 1979, il est également directeur général du Plan de 1980 à 1983.
Le 18 juin 1983, il est nommé ministre du Tourisme dans le gouvernement de Mohamed Mzali. Il conserve ce poste jusqu'au 19 juillet 1986. Du 12 mai 1985 au 18 mai 1990, il est par ailleurs maire de la ville de Nabeul.
Il est également directeur de l'aile régionale de l'Union tunisienne de l'industrie, du commerce et de l'artisanat.
Il meurt le 7 juillet 2005 dans sa ville natale.